# 布里渊函数和郎之万函数
布里渊函数和郎之万函数（Brillouin and Langevin functions）是理想顺磁性材料研究中的一对特殊函数。

## 布里渊函数
布里渊函数形式为：
{\displaystyle B_{J}(x)={\frac {2J+1}{2J}}\coth \left({\frac {2J+1}{2J}}x\right)-{\frac {1}{2J}}\coth \left({\frac {1}{2J}}x\right)}
其中，{\displaystyle x} 为实数，{\displaystyle J} 为正整数或半整数，函数的值域为从-1（{\displaystyle x\to -\infty }）到1（{\displaystyle x\to +\infty }）。
布里渊函数是计算理想顺磁体的磁化强度时引入的。它描述了磁化强度{\displaystyle M} 与外加 磁场 {\displaystyle B} 、材料微观磁矩的 总角动量量子数 J之间的关系。磁化强度由下式给出：
{\displaystyle M=Ng\mu _{B}J\cdot B_{J}(x)}
其中，{\displaystyle N} 单位体积内原子的数目，{\displaystyle g} 为g因數，{\displaystyle \mu _{B}}为玻尔磁子，{\displaystyle x} 为外场中磁矩的塞曼能与无规热能 {\displaystyle k_{B}T}之比：
{\displaystyle x={\frac {g\mu _{B}JB}{k_{B}T}}}
其中，{\displaystyle k_{B}} 为 波尔兹曼常数， {\displaystyle T} 为绝对温度。

## 郎之万函数

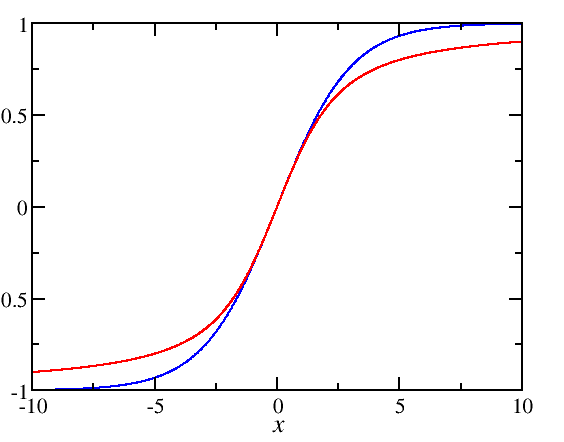
郎之万函数 (红线) 与
(蓝线)。

在经典极限，磁矩可以连续地沿外场取向，{\displaystyle J\to \infty }，布里渊函数可以化简为郎之万函数，形式为：
{\displaystyle L(x)=\coth(x)-{\frac {1}{x}}}
在高分子物理学中，受外力拉伸的理想高分子链的平均末端距也用郎之万方程描述：
{\displaystyle <R>=bN\left(\coth(fb/k_{B}T)-{\frac {1}{fb/k_{B}T}}\right)}
其中，{\displaystyle b}为 库恩长度，{\displaystyle N}为高分子链长，{\displaystyle f}为施加在链末端的外力。
当x为小量时，郎之万函数可由其截断的泰勒级数近似：
{\displaystyle L(x)={\tfrac {1}{3}}x-{\tfrac {1}{45}}x^{3}+{\tfrac {2}{945}}x^{5}-{\tfrac {1}{4725}}x^{7}+\dots }
郎之万函数还可以由以下连分式近似：
{\displaystyle L(x)={\frac {x}{3+{\tfrac {x^{2}}{5+{\tfrac {x^{2}}{7+{\tfrac {x^{2}}{9+\ldots }}}}}}}}}
郎之万函数的逆函数可由下式近似：
{\displaystyle L^{-1}(x)\approx x{\frac {3-x^{2}}{1-x^{2}}},}
其中，x的取值范围为(-1, 1)。
当x比较小时，一个更好的近似为：
{\displaystyle L^{-1}(x)=3x{\frac {35-12x^{2}}{35-33x^{2}}}+O(x^{7})}
郎之万逆函数的泰勒级数为：
{\displaystyle L^{-1}(x)=3x+{\tfrac {9}{5}}x^{3}+{\tfrac {297}{175}}x^{5}+{\tfrac {1539}{875}}x^{7}+\dots }

## 高温极限
当 {\displaystyle x\ll 1} 时，即{\displaystyle \mu _{B}B/k_{B}T} 很小，磁矩可以由居里定律近似： 
{\displaystyle M=C\cdot {\frac {B}{T}}}
其中 {\displaystyle C={\frac {Ng^{2}J(J+1)\mu _{B}^{2}}{3k_{B}}}} 为常数， {\displaystyle g{\sqrt {J(J+1)}}} 为有效波尔磁子数目。

## 强场极限
当 {\displaystyle x\to \infty }，布里渊函数的值趋于 1，材料的磁化强度饱和，磁矩的取向完全沿外场方向，于是有
{\displaystyle M=Ng\mu _{B}J}